# Henri-Auguste Burdy
Henri Auguste Burdy né à Grenoble le 23 juillet 1833 et mort à Créteil le 6 juillet 1911, est un sculpteur et graveur en médailles et sur pierres fines.

## Biographie
Henri Auguste Burdy est né à Grenoble (Isère), le 23 juillet 1833. Il est inscrit d'office à l'École des beaux-arts de Paris comme ayant été admis en loge. Il remporte en 1863 le deuxième grand prix de Rome en gravure de médaille pour un bas-relief représentant Bacchus faisant boire une panthère, et débute au Salon de 1865. Outre plusieurs bustes et médaillons, il expose différents ouvrages de gravure sur pierres fines reproduisant des œuvres de sculpteurs contemporains. Il épouse en 1868, à Montrouge, Elise Elvire Benoit. Le couple donne naissance à de futurs artistes, Jeanne Adèle (1868-1931), Georges Henri (1871-1908) et Marguerite-Valentine (1874-1964). Après 1880, son nom ne figure plus sur les livrets du Salon.